# Zodariellum zavattarii
Zodariellum zavattarii là một loài nhện trong họ Zodariidae.
Loài này thuộc chi Zodariellum. Zodariellum zavattarii được Lodovico di Caporiacco miêu tả năm 1941.